# Geert Stapenséa

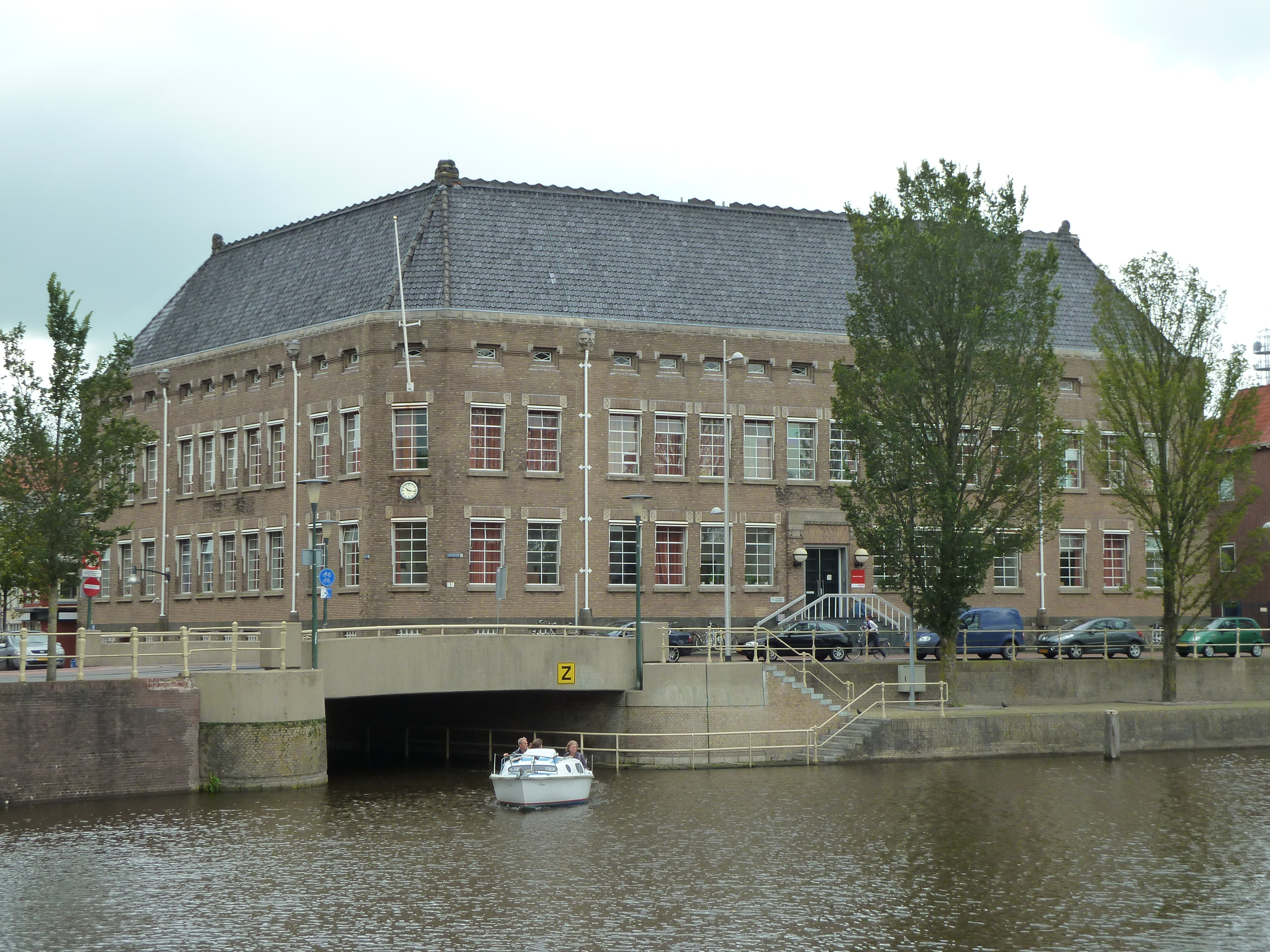
Friesche Bank, Leeuwarden

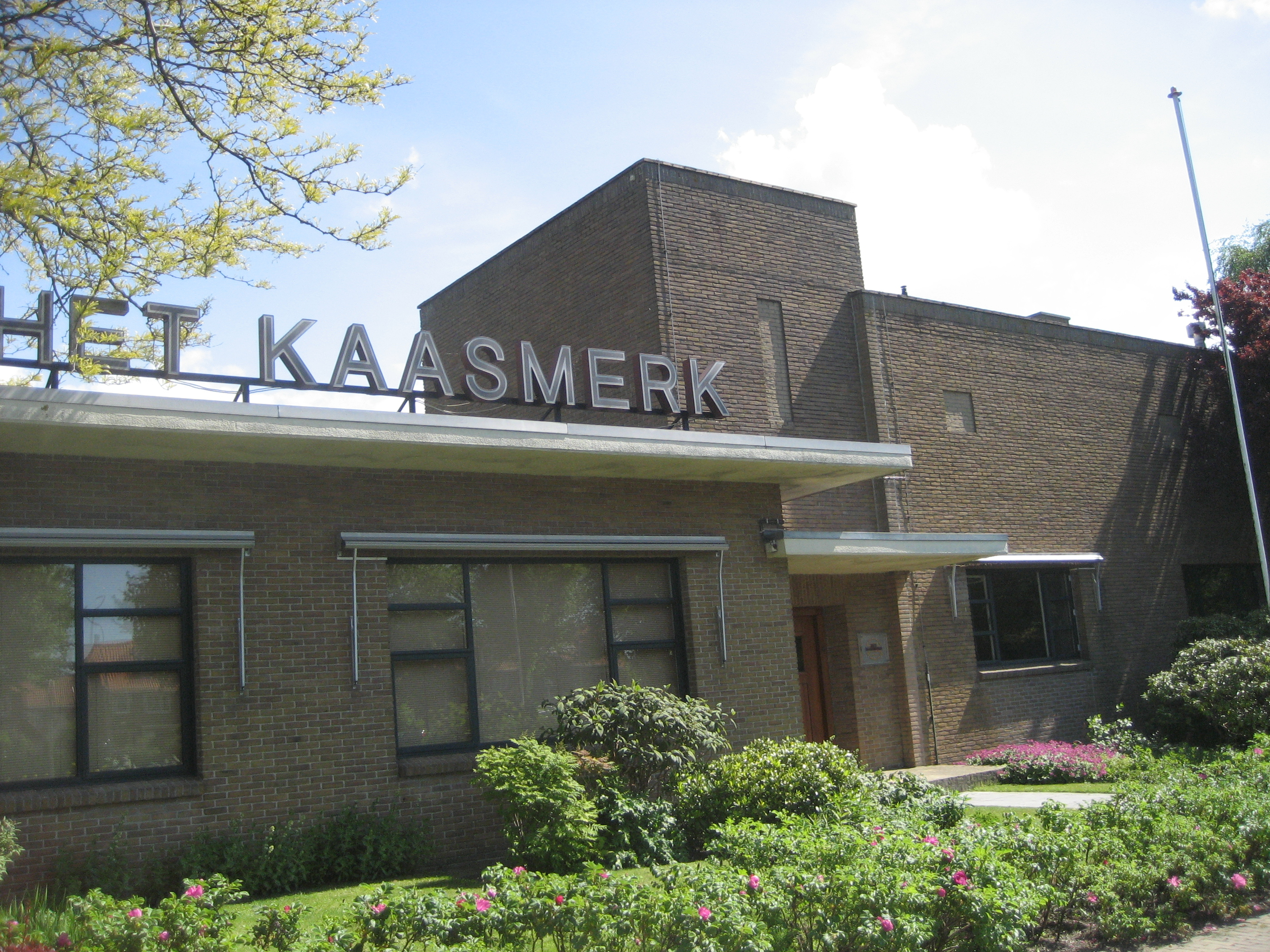
Het Kaasmerk (Leiden)

Geert Stapenséa (Menaldum, 13 november 1877 - Haarlem, 31 december 1948) was een vooral in Friesland actieve architect. Zijn ontwerpen zijn beïnvloed door de Amsterdamse School en het nieuwe bouwen. Zijn kantoor was achtereenvolgens gevestigd te Sneek en te Heemstede. In Leeuwarden was hij docent aan de middelbare technische school (mts) en doceerde daar zowel bouwkunde als stedenbouw. 

## Projecten
- 1909 - Dubbel woonhuis, Stationsstraat 14 en 16, Sneek (gemeentelijk monument[2])
- 1910 - dubbel winkel/woonhuis, Grootzand 3-5, Sneek (eveneens gemeentelijk monument)
- 1913 - Volière Wilhelminapark, Sneek[3]
- 1914 - Het 'kleine' weeshuis, Kruizebroederstraat 2, Sneek[4]
- 1914 - Kerk van Scharsterbrug
- 1918 - Uitbreidingsplan Drachten[5][6]
- 1920 - Suikerfabriek Frisia, Franeker
- 1921 - Friesche Bank, Leeuwarden[7]
- 1921 - Zuivelfabriek, Oudega[8][9]
- 1927 - Rijkskaasmerkenfabriek, Leiden (gemeentelijk monument)